# バイコヌール (小惑星)
バイコヌール (2700 Baikonur) は小惑星帯に位置する小惑星。1976年にソビエト連邦（当時）の天文学者ニコライ・チェルヌイフがクリミア天体物理天文台で発見した。
カザフスタンのチュラタム（現：バイコヌール）にソ連が建設したロケット発射場のバイコヌール宇宙基地から命名された。
MUSES-C（はやぶさ）後継機の探査対象候補として検討されたことがある。